# Hôpital militaire de Tunis
L'hôpital militaire de Tunis ou hôpital militaire principal d'instruction de Tunis (arabe : المستشفى العسكري الأصلي للتعليم بتونس) est un hôpital militaire et universitaire tunisien situé à Tunis (quartier de Montfleury) en Tunisie.
C'est une structure sanitaire relevant du ministère de la Défense nationale et un établissement public à caractère administratif doté de la personnalité morale et de l'autonomie financière,.

## Historique
Créé en 1958 à El Omrane, il remplace l'hôpital militaire Louis-Vaillard fondé par l'armée française en 1887, pendant le protectorat français.
L'hôpital militaire de Tunis débute comme le seul établissement existant de santé militaire pour les différentes forces armées tunisiennes avec un personnel médical et paramédical civil.
En 1972, la direction de l'hôpital militaire d'El Omrane est assuré pour la première fois par un médecin militaire.
En 1989, il est transféré à Montfleury sous le nom d'« hôpital militaire principal d'instruction de Tunis ».

## Activités et mission
L'hôpital a pour mission principale de dispenser des soins hautement spécialisés par l'emploi de technologies modernes et par la mise en place d'organes de gestion appropriés. Il fonctionne comme un centre de diagnostic, de traitement et d'expertise médicale.
Il contribue à l'enseignement universitaire et post-universitaire dans les domaines de la médecine, de la pharmacie et de la médecine dentaire ainsi qu'à la formation du personnel médical et paramédical et à tous travaux hospitalo-universitaires au profit des élèves officiers médecins et des étudiants en médecine.
Il participe par des équipes médicales et chirurgicales à des actions humanitaires à l'échelle mondiale et nationale, en cas de catastrophe naturelle ou lors d'opérations militaires.
Il prend part à toute action de médecine préventive et d'éducation sanitaire.
Il soutient et assiste aux travaux de recherche scientifique, spécialement dans les domaines de la médecine, de la pharmacie et de la médecine dentaire.